# Venjan
Venjan is een plaats in de gemeente Mora in het landschap Dalarna en de provincie Dalarnas län in Zweden. De plaats heeft 307 inwoners (2005) en een oppervlakte van 203 hectare. De plaats ligt aan het meer Venjanssjön en de rivier de Vanån loopt vanuit het meer door de plaats.

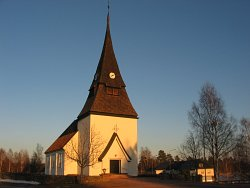
Kerk in Venjan
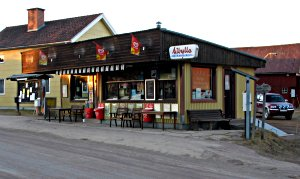
Winkels